# Karl Maybach

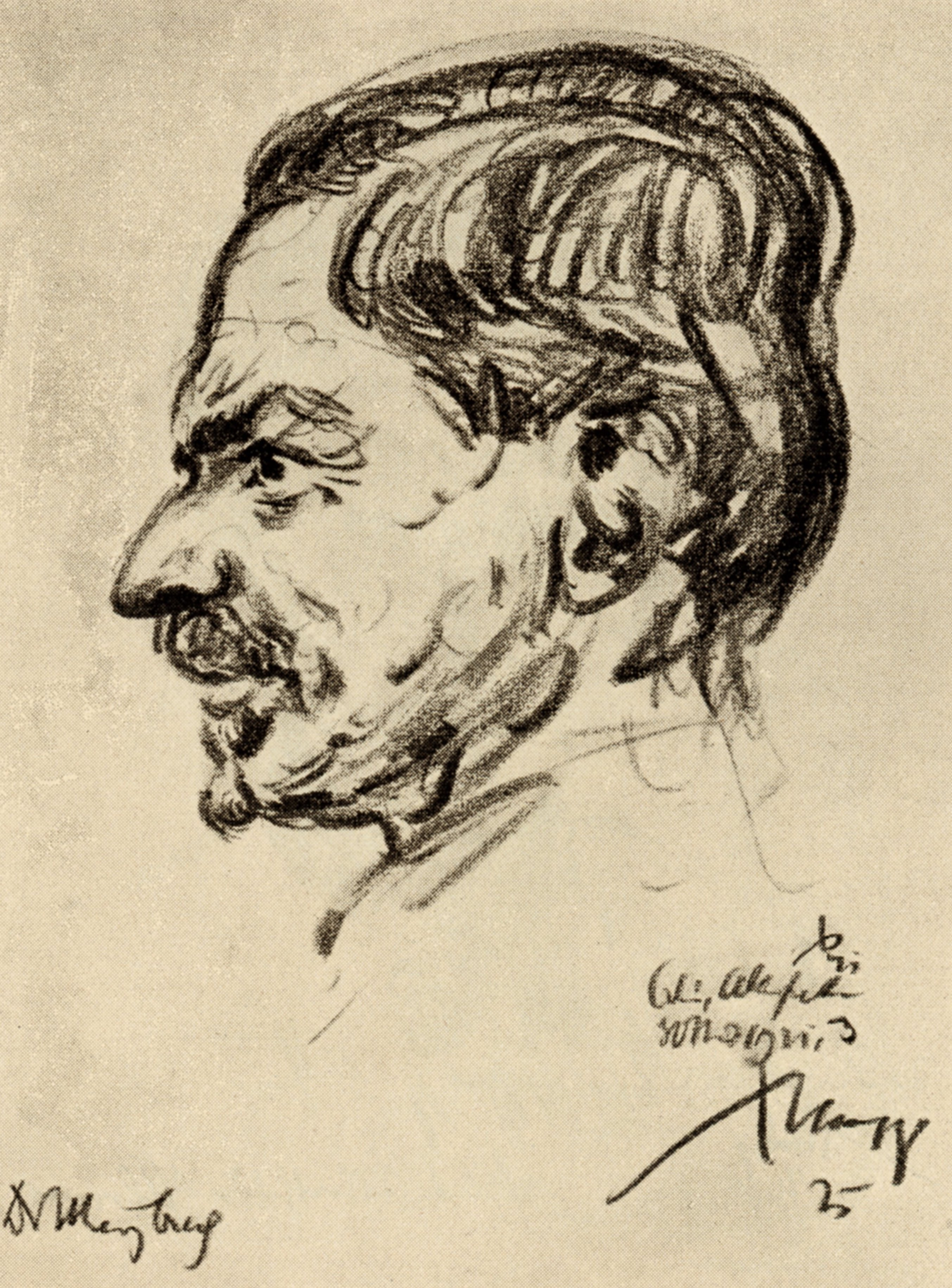
Karl Maybach, Zeichnung von Emil Stumpp, 1925

Karl Maybach (* 6. Juli 1879 in Deutz; † 6. Februar 1960 in Friedrichshafen) war ein deutscher Maschinenbau-Ingenieur, der als Konstrukteur von Verbrennungsmotoren bekannt wurde. 

## Leben

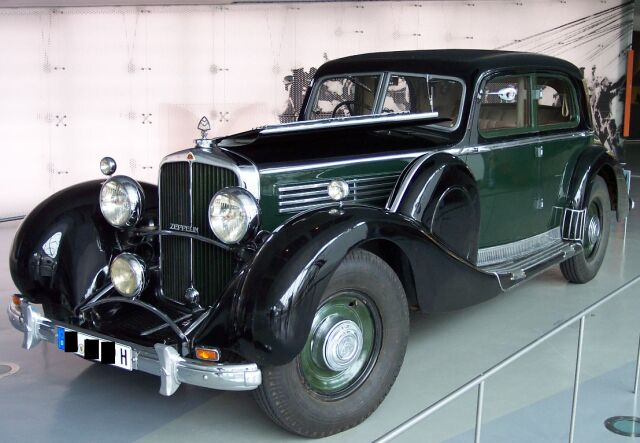
Maybach Zeppelin DS 8

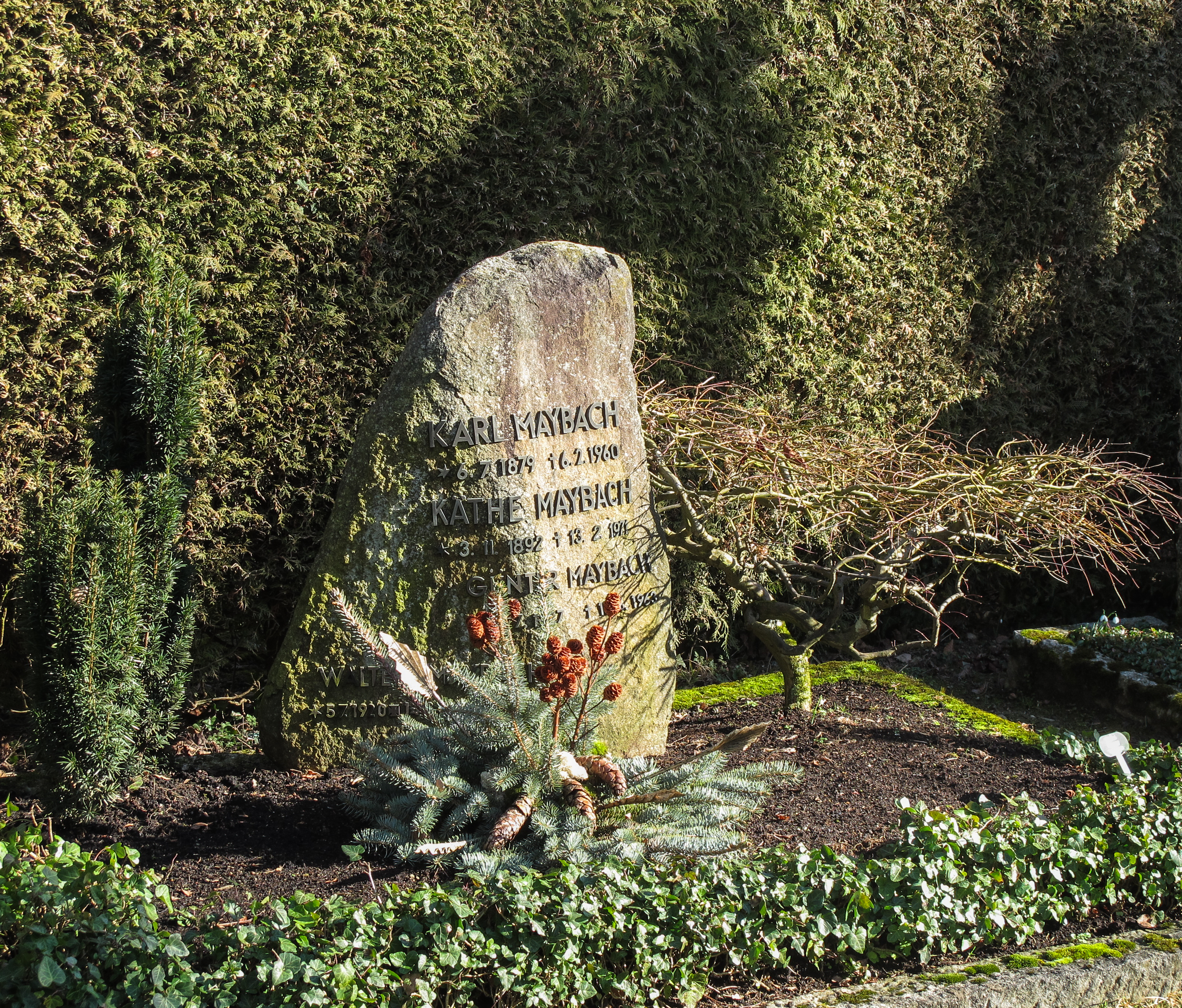
Ehrengrab von Karl Maybach auf dem städtischen Hauptfriedhof in Friedrichshafen

Karl Maybach war der älteste Sohn des Automobilkonstrukteurs Wilhelm Maybach. Er schloss sein Maschinenbau-Studium mit dem akademischen Grad eines Diplom-Ingenieurs ab und arbeitete von 1904 bis 1906 in Cannstatt bei der Daimler-Motoren-Gesellschaft; mit den als Versuchsingenieur dort erworbenen Kenntnissen wechselte er nach Paris in ein Konstruktionsbüro.
1909 wurde Karl Maybach technischer Leiter der Luftfahrzeug-Motorenbau GmbH in Bissingen an der Enz. Ziel des Unternehmens war die Schaffung spezieller, für den Luftschiffbau besonders geeigneter Motoren. Um besser mit dem Hauptkunden Zeppelin arbeiten zu können, zog Karl Maybach 1912 mit dem Unternehmen nach Friedrichshafen um.
Während des Ersten Weltkriegs gelang ihm mit dem überverdichteten Flugmotor Mercedes Mb.IVa ein technisch großer Wurf.
Karl Maybach und Käthe Lewerenz heirateten im Oktober 1915, sie hatten fünf Kinder.
Nach dem Ende des Ersten Weltkriegs wandte sich Maybach der Entwicklung des Dieselmotors zu. Er entwickelte zuverlässige und moderne Motoren für den Schienen- und Schiffsverkehr, insbesondere auch für U-Boote. Nach der Machtergreifung der Nationalsozialisten wurde die Konstruktion von Panzermotoren zu einem weiteren Arbeitsfeld, er war als Experte für Panzermotoren Mitglied der Panzerkommission.
Mit diesem Wissen gelang es Karl Maybach, nach dem Zweiten Weltkrieg durch einen Entwicklungsauftrag der französischen Armee für einen Panzer-Dieselmotor sein Werk zu erhalten. Ab Dezember 1946 arbeiteten etwa 75 seiner Ingenieure und Techniker am Laboratoire de recherches balistiques et aéro-dynamiques in Vernon, er selbst wohnte mit seiner Familie dort ab September 1947. Bereits 1950 wurden in Friedrichshafen wieder die ersten zivilen Dieselmotoren produziert.
Karl Maybach verließ sein Unternehmen 1952, nachdem er es an die Daimler-Benz AG angebunden und so die Zukunft seiner Belegschaft gesichert hatte. Er zog sich in sein Haus in Garmisch zurück, wo er am 7. Februar 1960 im Alter von 80 Jahren starb. Sein Ehrengrab befindet sich auf dem städtischen Hauptfriedhof von Friedrichshafen.

## Ehrungen
Zu Lebzeiten

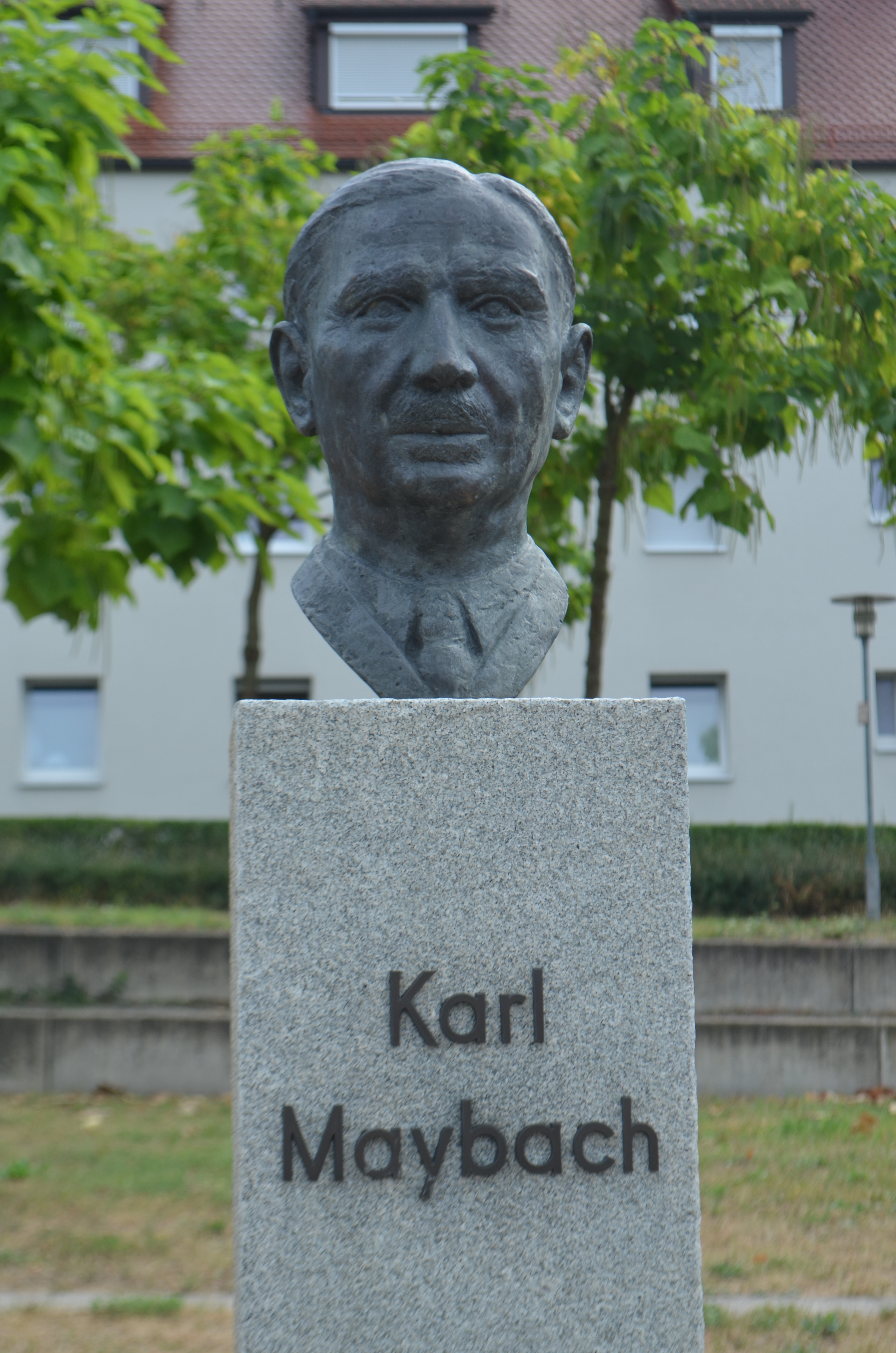
Karl-Maybach-Stele auf dem Maybachplatz von Friedrichshafen

- 1924: Verleihung der Ehrendoktorwürde der Technischen Hochschule Stuttgart
- 1929: Verleihung der Ehrenbürgerwürde der Stadt Friedrichshafen
- 1954: Verleihung des Großen Bundesverdienstkreuzes
- 1959: Verleihung des Großen Bundesverdienstkreuzes mit Stern
- 1959: Ernennung zum Ehrenprofessor durch die Technische Hochschule Stuttgart

Posthum
- Benennung des Karl-Maybach-Gymnasiums in Friedrichshafen
- Benennung der Maybachstraße in Friedrichshafen
- historischer Stadtrundgang Maybach-Weg in Friedrichshafen
- Benennung des Maybachplatzes in Friedrichshafen, mit Stelen von Wilhelm und Karl Maybach